# Get All You Deserve
Get All You Deserve è il secondo album dal vivo del cantautore britannico Steven Wilson, pubblicato il 24 settembre 2012 dalla Kscope.

## Tracce

### CD
CD 1
1. No Twilight within the Courts of the Sun – 10:23
2. Index – 5:01
3. Deform to Form a Star – 8:40
4. Sectarian – 7:42
5. Postcard – 4:53
6. Remainder the Black Dog – 10:03
7. Harmony Korine – 5:07
8. Abandoner – 5:03
9. Like Dust I Have Cleared from My Eye – 6:32

CD 2
1. Luminol – 12:19
2. Veneno para las hadas – 7:01
3. No Part of Me – 6:10
4. Raider II – 26:02
5. Get All You Deserve – 7:23

### DVD/BD
1. Intro ('Citadel') – originariamente interpretata da Bass Communion
2. No Twilight within the Courts of the Sun
3. Index
4. Deform to Form a Star
5. Sectarian
6. Postcard
7. Remainder the Black Dog
8. Harmony Korine
9. Abandoner
10. Like Dust I Have Cleared from My Eye
11. Luminol
12. Veneno para las hadas
13. No Part of Me
14. Raider II
15. Get All You Deserve
16. Outro ('Litany') – originariamente interpretata da Bass Communion

- Extras

1. Gallery
2. Road Movie (by Adam Holzman)

## Formazione
Musicisti
- Steven Wilson – voce, chitarra, tastiera
- Niko Tsonev – chitarra
- Nick Beggs – basso, Chapman Stick, cori
- Adam Holzman – tastiera
- Marco Minnemann – batteria
- Theo Travis – sassofono, flauto, clarinetto, tastiera

Produzione
- Lasse Hoile – regia, montaggio
- Steven Wilson – remix del suono